# Dysstroma mutata
Dysstroma mutata là một loài bướm đêm trong họ Geometridae.